# Mariana Alasseur-Látalová
Mariana Alasseur, rozená Látalová, (* 11. června 1977 Lanškroun) je známou českou malířkou a sochařkou a účastní se i uměleckých představení a happeningů. Od roku 2013 je členkou Výtvarného odboru Umělecké besedy. Žije a pracuje v Mnetěši.

## Studia
- 2003 – absolvovala (DNSEP diplom) na ENSBA ( École Nationale Supérieure des Beaux Arts de Nancy, Francie)
- 2002 – diplom DNAP na ENSBA v Nancy
- 1996–1999 - Akademie výtvarných umění v Praze, atelier Krajinářské a figurální malby (Prof. F. Hodonský, Odb. as. A. Střížek)
- 1992–1996 - Uměleckoprůmyslová škola v Praze, obor Užitá malba

## Stáže
- 2002 - HBK Braunschweig, ( Prof. J. Armleder, Prof. M. Abramovic), Německo
- 1999 - ENSBA, Nancy - Francie

## Sympozia
- 2013 – MNE těš - 1. podřipské umělecké symposium
- 2012 – mezinárodní česko-německé symposium Stromungen - Proudění, Řehlovice
- 2011 – symposium v rámci 5. Bienále industriální stopy - Mařákovci, Zákolany
- 2010 – Líšeňský profil, spolupráce na projektu Kateřiny Šedé pro sbírku Grave Art Gallery a Muzeum v Scheffieldu
- 2008 – mezinárodní malířské symposium - Krajina Ústeckého kraje, Smolnice
- 2005 – mezinárodní malířské symposium - Velký formát, Valtice

## Stipendia
- 1999 – Nadace Dubina, Zurich, Švýcarsko

## Výstavy
1996
- účast na výstavě Krajiny, Galerie Ve věži, Planá u Mariánských Lázní
- účast na výstavě Obrazy, Atrium, Praha

2002
- Performance dans la rue, ( účast na workshopu s atelierem Prof. K. Rinkeho), HBK, Dusseldorf
- účast na výstavě Frozen Microwave Music, ( účast na happeningu atelieru J. Armledera u příležitosti Manifesty), Gasthof HBK, Frankfurt

2003
- Régards croisés Prague - Nancy, ( u příležitosti Týdne české kultury) Galerie de l'Université Nancy 2

2004
- Krev mé krve aneb tři pokolení malířek, ( spolu s V. Látalovou a M. Fischerovou - Kvěchovou), dům U Rytířů , Městská galerie Litomyšl
- Obrazy, Klub Avion, Praha
- Obrazy, Ouky Douky coffee, Praha

2005
- Malba žije, Ústav makromolekulární chemie, Praha
- Pro Tebe, Mezinárodní festival nových médií, Cheb
- účast na výstavě Velký formát, zámek Valtice

2007
- Vlajkonoši, ( spolu s F. Alasseurem), Ústav makromolekulární chemie, Praha
- Obrazy, KD Vltavská, Praha
- Obrazy, Městská knihovna v Praze, Artotéka

2008
- Obrazy, v rámci projektu Tři ženy ( I. Jůzová, D. Alster) Dům umění v Opavě
- účast na výstavě Krajina Ústeckého kraje, Galerie XXL, Louny, ( katalog)
- účast na výstavě Neprodané obrazy, Galerie Benedikta Rejta, Louny ( katalog)
- Fragrances - Voňavé směsi, Žihobce - Galerie Netopýr

2009
- Nebe Peklo Ráj, ( spolu s M. Bufkovou), Galerie XXL, Louny

2010
- Říp, Galerie moderního umění v Roudnici nad Labem

2011
- účast na výstavě Čí je to město, Karlín Studios, Praha
- účast na výstavě Velocypedia, Galerie národní technické knihovny NTK, Praha
- účast na výstavě Mařákovci
  - Zákolany, továrna na výrobu pian - Dalibor
  - GMU Roudnice nad Labem
  - Ústav makromolekulární chemie, Praha
- Pro Tebe, ( spolu s J. Látalem), Nová scéna ND, Praha
- Happening když nemůže Mohamed k hoře, musí hora k Mohamedovi aneb stěhování Řípu do Prahy, Mariánské náměstí, Praha

2012
- Hory pole háj, ( spolu s D. Šubrtovou) Galerie Ve dvoře, Litoměřice
- Ostrý vítr, Stromungen - Proudění, Řehlovice

2013
- účast na výstavě Kde domov můj, Centrum současného umění DOX, Praha
- účast na výstavě MNE - těš, z 1. podřipského sympozia v Mnetěši, Galerie Artinbox, Praha
- účast na výstavě Obrazy, Galerie Co Co, Dobrš
- účast na výstavě DOMA, ( VOUB), Galerie Františka Drtikola, Příbram
- účast na výstavě Uvnitř barev, ( VOUB), Městská obrazárna, Státní zámek Litomyšl
- účast na výstavě Der HEISE Kunstpreis, galerie - Autohaus Heise, Heidestraße 75, Dessau-Roßlau, Německo
- Záblesky světel aneb moje vzpomínka na Váchala, Městská obrazárna, Státní zámek Litomyšl
- účast na výstavě Člověk a krajina, VOUB ( Host), Vodní hrad, Budyně nad Ohří
- účast na výstavě V umění volnost, VOUB ( Host), Clam Gallasův palác, Praha ( katalog)
- účast na výstavě Stromungen - Proudění, Galerie Ve dvoře, Litoměřice ( katalog)
- Říp - popelnice kultury ( 2010) vystaven v Centru současného umění DOX, Praha

2014
- Obrazy v mé hlavě, Galerie Felixe Jeneweina, Kutná Hora
- Multi colori, Francouzský institut v Praze